# Barbacenia pungens
Barbacenia pungens är en enhjärtbladig växtart som först beskrevs av Nanuza Luiza de Menezes och João Semir, och fick sitt nu gällande namn av Mello-silva. Barbacenia pungens ingår i släktet Barbacenia och familjen Velloziaceae. Inga underarter finns listade.